# Golden Child (пісня)
«Golden Child» — четвертий сингл американського репера Lil Durk з його сьомого студійного альбому 7220, виданий Alamo Records 10 березня 2022 р. за день до релізу платівки.

## Опис
На «Golden Child» Дерк робить випад у бік американського діджея та інтерв'юера DJ Vlad: «I don't speak tongues, period / I don't fuck with Vlad». Кілька реперів раніше мали проблеми через Влада, оскільки федеральні офіцери використовували сказане в його інтерв'ю як докази проти них. Дерк читає про свою вірність і згадує свого колишнього колаборанта, американського співака Брайсона Тіллера.

## Відеокліп
Режисери: Jerry Productions. Прем'єра сталася в один день із піснею 10 березня 2022 р. У кліпі Дерк зависає з підписантами свого лейблу Only the Family, показано як вони вихваляються величезними пачками готівки.

## Чартові позиції
| Чарт (2022)                             | Найвища позиція |
| --------------------------------------- | --------------- |
| Канада (Canadian Hot 100)               | 90              |
| Billboard Global 200                    | 72              |
| США (Billboard Hot 100)                 | 34              |
| США (Hot R&B/Hip-Hop Songs) (Billboard) | 12              |